# 利吉大橋
22°48′32″N 121°08′07″E / 22.808856°N 121.135251°E

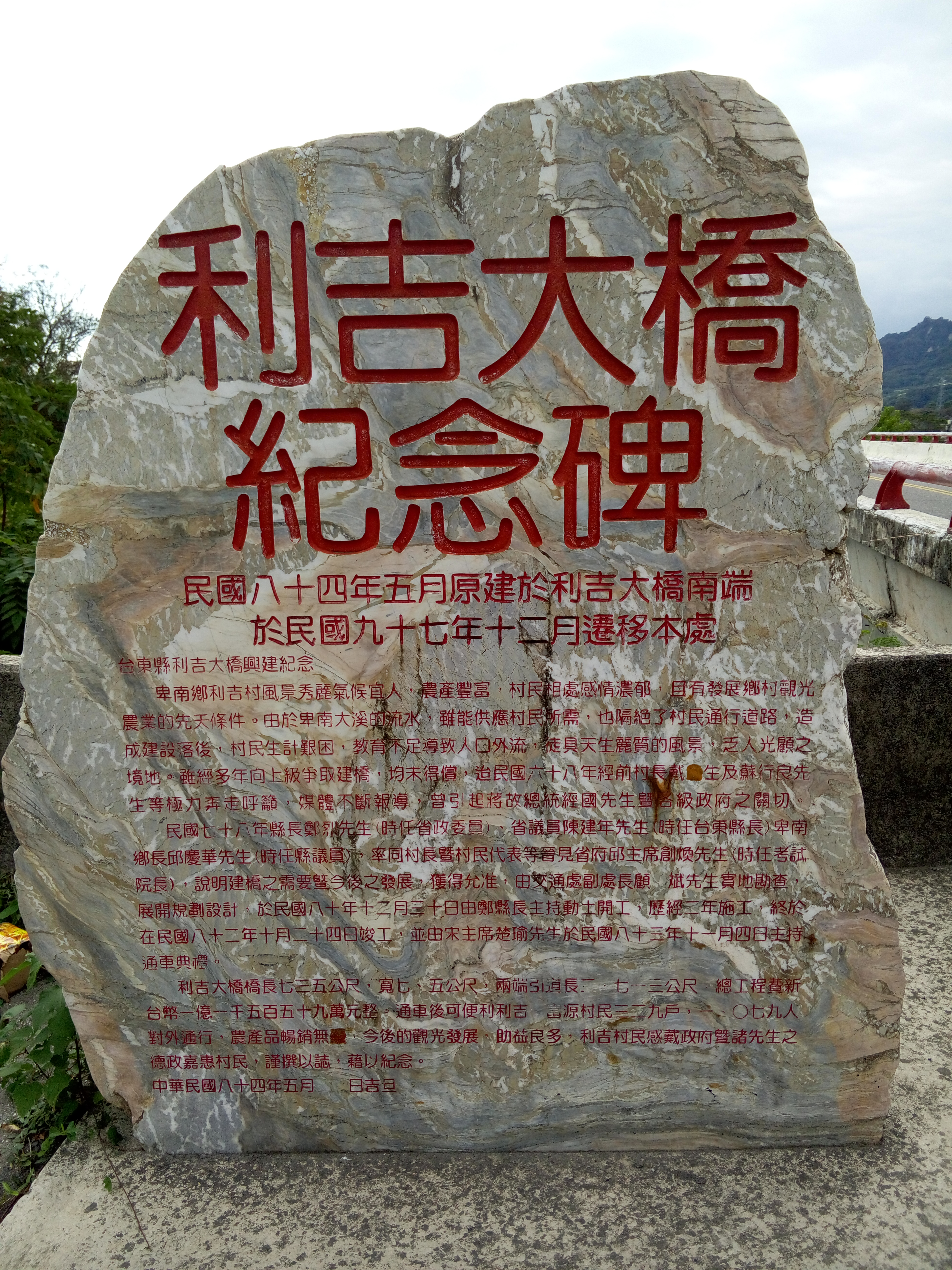
利吉大橋紀念碑

利吉大橋為一座位於臺灣臺東縣卑南鄉境內的一座橋梁，該橋梁橫跨於卑南溪之上，並乘載著東45鄉道。

## 沿革
利吉周遭地區最初僅能以日治時期設置於卑南溪之上的流籠作為交通往來工具，爾後於西元1979年(民國68年)，由當地村長及村民向各級政府遊說建橋需要，因而開始有明顯的建橋聲浪。
1989年(民國78年)，臺東縣縣長陳烈隨同臺灣省議員陳建年及卑南鄉鄉長邱慶華晉見臺灣省主席邱創煥再次表達建橋之需要，並獲得准許，指派臺灣省政府交通處副處長顧斌前往利吉探查。
總體工程於1991年(民國80年)12月30日由縣長鄭烈主持動工，於1993年(民國82年)10月24日完工，共耗時2年，並在1994年(民國83年)11月4日由臺灣省主席宋楚瑜主持通車典禮。

## 橋梁諸元
利吉大橋為鋼筋混凝土結構，全長735公尺，最大淨寬7.5公尺，橋面鋪設AC瀝青混凝土作為表面，設有雙向雙線道，但無機車道之設置。
南北向上橋引道共長2.713公尺，總工程經費共新台幣1億1559萬元。
利吉大橋建成後於大橋南端設有紀念碑，目前紀念碑已移至大橋北端。

## 利吉流籠遺跡
日治時期在1932年（昭和7年，民國21年）台東卑南溪吊橋(前台東大橋)建造之前，日本台灣總督府台東廳為便利台東、新港地區行旅往來，在今利吉大橋附近，設置直徑1寸6分（約4.85公分）之鋼索流籠，供行人渡卑南溪之用。
戰後於1951年(民國40年)，立即當地民眾李阿淵、賴梧、謝恢等人合資向卑南鄉公所申請獲准設置流籠，長度約150公尺，跨卑南溪河床，由李阿淵經營，每次可載8人，收費最初每人每次0.5元，後隨物價逐次調升，至1971年(民國60年)富源至利吉產業道路開通後，結束營業；約在1951至1961年之間(民國40年至民國50年)，卑南鄉公所也曾在利吉興建流籠，後遭颱風摧毀。現今遺留的3座流籠台，為台東交通史的歷史見證。

## 資料來源
1. 1 2 3 4 5 6  .   [1995-05].
2. 1 2  .   [2003-12-31]. （原始内容存档于2015-09-23）.